# Диптих „Бентивольо“
Диптихът „Бентивольо“ (Двоен портрет на Джовани II Бентивольо и Джиневра Сфорца ) е двойна темперна картина върху дърво (54×38 cm всеки панел) от Ерколе де' Роберти, датиран около 1475 г. и съхраняван в Националната художествена галерия във Вашингтон.

## История
Диптихът свидетелства за престижните поръчки, които художникът от Ферара получава в Болоня, където живее от 1470 г. за около десетилетие. Джовани II Бентивольо е женен за Джиневра Сфорца и не може да се изключи, че поръчката е започнала от желанието да подражава на двойния портрет на херцозите на Урбино (около 1462 - 1472 г.) от Пиеро дела Франческа .
Картините са закупени в Италия от Луис Чарлз Тимбал преди 1871 г. и след това са отнесени във Франция и закупени на парижкия пазар за антики от Гюстав Драйфус. През 1930 г. те са продадени от неговите наследници на Duveen Brothers Inc. и по-късно закупени през 1936 г. от Фондация „Самюъл Х. Крес“, която ги дарява на галерията във Вашингтон през 1939 г.

## Описание и стил
Художникът създава два идеални профила, които силно се открояват върху тъмна завеса, леко отдалечени в частта пред погледите им, за да покажат пейзаж с изглед към град Болоня, който изчезва в далечината. Профилният портрет доминира в италианските дворове през почти целия 15 век, тъй като се връща към хуманистичния идеал на портретите на Vir illustris, които от своя страна са извлечени от изображенията на императори в римските монети. Джовани Бентивольо е изобразен леко скован, с червена шапка, която прилепва към лицето му, и със златиста брокатена рокля с кожена яка, която напомня за неговия много висок социален статус.
Съпругата му Джиневра, с бяла кожа и сложна прическа с воал, е с идеална красота и също е облечена в много скъпа рокля, с перли и скъпоценни камъни, поставени на ръкава и гърдите. Прецизният реализъм в предаването на блясъка на ценните детайли идва от фламандското изкуство. В линиите на воала се появява въртящ се ритъм с твърди гънки, които характеризират стила на най-добрите художници от Ферара.